# Charles Le Bailly de Marloop

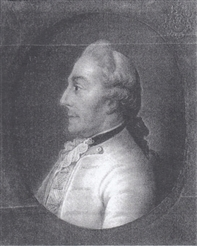

Charles Le Bailly de Marloop (Brugge, 29 augustus 1722 - 1 maart 1807) was burgemeester van Brugge, voorschepen van Gent en  voorzitter van de Staten van Vlaanderen.

## Familie
Charles Adrien Hubert Le Bailly was telg uit het geslacht Le Bailly en de zoon van Joseph-Adrien Le Bailly (1692-1775), die burgemeester was van Brugge, en van Marie-Charlotte de Schietere de Damhoudere (1696-1727), vrouwe van Tillegem en Marloop.
Zijn broer Philippe Le Bailly (1719-1785) was schepen en thesaurier-generaal van Brugge. Zijn zus, Jeanne-Alexandrine Le Bailly (1727-1807), trouwde met Robert Coppieters.
Charles trouwde met de twintig jaar jongere Jeanne-François van Outryve (1743-1768). Ze stierf jong en hij hertrouwde nooit. Ze hadden slechts één zoon, Charles Le Bailly (1768-1844), die ongehuwd bleef. Om betere adellijke geloofsbrieven te verzekeren voor zijn zoon, deed Charles de vader van zijn overleden echtgenote, de stadsthesaurier van Damme, Pierre van Outryve, die al in 1749 overleden was, in 1771 retroactief en postuum in de adelstand opnemen.
Charles behoorde tot een familie van oude ambtsadel. Hij zelf kreeg, als trouwe dienaar van het Oostenrijkse gezag, een baronstitel in 1774 en werd burggraaf in 1789.

## Loopbaan
Le Bailly, vaak Marloop genoemd, naar de heerlijkheid die hem onderscheidde van de andere Le Baillys, begon zijn politieke loopbaan als vijfde raadslid van Brugge in 1749.
In 1752 werd hij derde hoogpointer (schepen) van de kasselrij Kortrijk en in augustus 1754 tweede hoogpointer.
Maar al in december 1754 werd hij schepen en burgemeester van het Brugse Vrije.

## Burgemeester van Brugge
In 1771 stierf onverwacht de burgemeester van Brugge, Jan de la Coste. Ook al waren er ongetwijfeld mogelijke opvolgers te vinden binnen het Brugse stadsbestuur, toch werd Le Bailly door de Oostenrijkers tot burgemeester van Brugge benoemd.
Zijn schoonbroer Robert Coppieters behield zijn functie van eerste schepen, wat eerder ongewoon was, en zijn broer Philippe-Joseph Le Bailly bleef thesaurier-generaal. Een stevig aan elkaar verbonden trio dat het vertrouwen had van de Oostenrijkse machthebbers. Hun eerste opdracht bestond er in de financiën van de stad Brugge te saneren. Ze slaagden daarin, zodat de stad, tot grote tevredenheid van de hogere overheid, weer belastingen kon betalen.

## Voorschepen van Gent en voorzitter van de Staten van Vlaanderen
In 1777 werd Marloop, in opvolging van Jean Jacques Philippe Vilain XIIII, voorschepen van de Keure in Gent. Dit ambt betekende dat hij automatisch voorzitter werd van de Staten van Vlaanderen.
In 1793, tijdens de laatste aanwezigheid van de Oostenrijkers in de Nederlanden, nam hij ontslag. Hij woonde verder als ambteloos burger op de Mallebergplaats in Brugge en overleefde de periode van hevige revolutie (1794-1797).
Hij bleef met standvastigheid trouw aan het Oostenrijkse gezag. In zijn laatste wilsbeschikkingen beval hij zijn zoon en zijn neven aan bij de Oostenrijkse keizer, opdat hij ze met goede ambten zou bedenken, eenmaal de gewesten weer onder zijn gezag zouden komen. Toen hij stierf werd zijn hart naar Wenen gebracht om in de onmiddellijke nabijheid van de keizerlijke graftomben te worden bijgezet.